# A Bridge Too Far
A Bridge Too Far (en España, Un puente lejano; en Latinoamérica, Un puente demasiado lejos) es una película de 1977 basada en el libro homónimo de Cornelius Ryan, publicado en 1974 - meses antes de su fallecimiento el 23 de noviembre de 1974 -, que trata de la Operación Market Garden, una fallida operación militar del 17 a 25 de septiembre de 1944 de las Fuerzas Aliadas durante la Segunda Guerra Mundial.
La película fue adaptada por William Goldman y dirigida por Richard Attenborough, mientras que el reparto estelar incluye a Dirk Bogarde, James Caan, Michael Caine, Sean Connery, Denholm Elliott, Elliott Gould, Edward Fox, Gene Hackman, Anthony Hopkins, Jeremy Kemp, Robert Redford, Liv Ullmann, Maximilian Schell, Hardy Krüger, Laurence Olivier y Ryan O'Neal.

## Título
El nombre del libro, y por ende de la película, viene de un comentario hecho por el teniente general Frederick Browning, comandante del Primer Ejército Aerotransportado aliado, quien dijo al mariscal de campo Bernard Montgomery después de la operación: «Siempre creí que intentábamos tomar un puente demasiado lejos».

## Trama
La película comienza con una descripción de las hostilidades cinco años antes de la operación. Después del éxito del día D, los Aliados tienen un problema con la recepción de suministros, ya que Normandía era el único punto de entrada de los mismos. El Comandante Supremo Aliado, Dwight D. Eisenhower debe decidir entre el general Patton (estadounidense) y el mariscal de campo Montgomery (británico), que compiten entre ellos por demostrar que su plan es el mejor para terminar más rápido la guerra. Bajo presiones políticas, Eisenhower elige la Operación Market Garden de Montgomery.
En septiembre de 1944, los Aliados avanzan hacia Alemania, pero se detienen en Bélgica. Una familia holandesa observa cómo los alemanes se retiran hacia Alemania, y esperan la llegada inevitable de las Fuerzas Aliadas. El mariscal de campo alemán Gerd von Rundstedt llega a los Países Bajos y descubre que tiene pocos recursos en hombres y equipamiento, y que la moral es baja. Un joven local, toma notas sobre las tropas alemanas, información que más tarde traslada a la Resistencia neerlandesa.
La Operación Market Garden prevé enviar a 35 000 paracaidistas aerotrasportados, a 500 km de distancia desde las bases aliadas en el Reino Unido, y dejarlos caer 100 km detrás de las líneas enemigas, creado así una "alfombra de tropas aerotransportadas" con la misión de tomar el control de los puentes en una acción relámpago, y mantenerlos en su poder hasta la llegada de las unidades mecanizadas aliadas. El puente de Arnhem, el puente que resulta estar demasiado lejos, cruza el Rin y su tamaño permitirá que puedan cruzarlo todas las tropas aliadas en su marcha hacia Alemania y rodear las defensas alemanas.
El general polaco Stanislaw Sosabowski (Gene Hackman) que permanece en silencio mientras que el comandante de la operación da las explicaciones sobre la operación, estalla, expresando sus profundas dudas sobre el plan. Es una de las dos voces más reticentes contra el plan. La otra voz es la del general de brigada James M. Gavin, de la 82.ª División Aerotransportada (Ryan O'Neal),  preocupado por tener que saltar a la luz del día, debido a que no era un periodo de luna llena como para hacerlo de noche, complicando así el lanzamiento de los paracaidistas.
El adolescente holandés, consigue atravesar las líneas alemanas y descubre que el mariscal de campo alemán Walter Model está en el cuartel general alemán, una importante información para la Resistencia, ya que Model es una figura importante y está siempre  acompañado por un importante número de tropas.
Un joven oficial de Inteligencia británica, en la película llamado mayor Fuller -era Brian Urquhart, pero se cambió su apellido para evitar confusiones a los espectadores con el general de brigada Roy Urquhart, interpretado por Sean Connery- (Frank Grimes), pide autorización para realizar un vuelo de reconocimiento a baja altura por la zona de aterrizaje. Después de observar en las fotografías que podría haber una División Panzer demasiado cerca de la zona de aterrizaje, el oficial de Inteligencia le muestra las fotos al general Frederick Browning (Dirk Bogarde). El general especula que los tanques están inoperativos y desecha las fotos e ignora la información recibida de la Resistencia neerlandesa. La información manejada por el Mayor Fuller es desestimada y un doctor británico recomienda su retirada momentánea del servicio, ya que le diagnostica estrés debido a su trabajo.
El oficial británico que explica la maniobra, informa de que carecen de aviones de transporte y que la zona es pésima para permitir el aterrizaje de los aviones. Explica que los paracaidistas deberán aterrizar en una zona abierta a 13 km del puente. El general polaco  Sosabowski se acerca al oficial y examina la insignia de su uniforme diciendo «Sólo quería asegurarme de qué lado está usted». Todos quedan sorprendidos por lo lejos del puente que deben tomar tierra, pero por supuesto dan lo mejor que tienen. Como buenos oficiales británicos, «cierran la boca» y no cuestionan sus órdenes.
Los técnicos que preparan las radios portátiles para el asalto, se percatan de que no cubrirán la distancia desde el lugar de aterrizaje hasta el puente de Arnhem. Como otros muchos, tienen sus dudas acerca del éxito de la misión, pero eligen no «remover la tierra» y no ven conveniente expresar sus dudas a la cadena de mando.
Durante la explicación a las tropas terrestres, el teniente general Brian G. Horrocks (Edward Fox), dice que el plan está perfilado. Los puentes serán tomados por las tropas paracaidistas, mantenidos y asegurados por XXX Cuerpo. La velocidad es vital y deben llegar a Arnhem en un máximo de 2-3 días. Es el puente crucial, ya que es la última vía de escape para las fuerzas alemanas en los Países Bajos, y una excelente ruta para las Fuerzas Aliadas para entrar en Alemania y poder finalizar la guerra para Navidad. Hay una única carretera uniendo los puentes (Son en Breugel, Nimega y Arnhem), la mayoría de ella elevada.
Las fases iniciales de la operación marchan según lo previsto, pero las tropas alemanas consiguen demorar el avance del XXX Cuerpo, debido a lo estrecho de la carretera, creando el caos y grandes atascos de tropas blindadas. El puente de Son, cercano a Eindhoven es volado por los alemanes, y a las tropas aliadas les lleva bastantes horas recibir y montar un Puente Bailey para reemplazarlo. En Nimega, parte de la 82.ª División Aerotransportada, bajo el mando del mayor Julian Cook (Robert Redford) es obligada a plena luz del día a cruzar el río en botes de asalto plegables fabricados con madera y tela. Las tropas británicas que han ocupado parte de Arnhem luchan contra los alemanes, pero no podrán resistir el tiempo suficiente hasta que lleguen los refuerzos terrestres. El frente británico también lucha contra las tropas de infantería de la SS y las 9.ª y 10.ª Divisiones SS Panzer, puerta a puerta, calle a calle, retrasando lo inevitable. Las tropas británicas son capturadas u obligadas a rendirse, en el mejor de los casos. La Operación Market Garden ha fallado.
Al final de la película el general de brigada Roy Urquhart, interpretado por Sean Connery logra salir de Arnhem y se entrevista con el general Frederick Browning (Dirk Bogarde) quien le responde: «Siempre creí que intentábamos tomar un puente demasiado lejano», en relación con el alto número de bajas británicas.

## Reparto

### Actores (Aliados)
| Actor                         | Personaje                                                   |
| ----------------------------- | ----------------------------------------------------------- |
| Dirk Bogarde                  | Teniente general Frederick Browning, Ejército Británico     |
| James Caan                    | Sargento Eddie Dohun, Ejército de Estados Unidos            |
| Michael Caine                 | Teniente coronel Joe Vandeleur, Ejército Británico          |
| Sean Connery                  | General de brigada Roy Urquhart, Ejército Británico         |
| Edward Fox                    | Teniente general Brian Horrocks, Ejército Británico         |
| Elliott Gould                 | Coronel Robert Stout (Robert Sink), Ejército Estados Unidos |
| Gene Hackman                  | General de brigada Stanislaw Sosabowski, Ejército Polaco    |
| Anthony Hopkins               | Teniente coronel John Frost, Ejército Británico             |
| Ryan O'Neal                   | General de brigada James Gavin, Ejército Estados Unidos     |
| Robert Redford                | Mayor Julian Cook, Ejército de Estados Unidos               |
| Denholm Elliott               | Oficial meteorólogo, RAF, Ejército Británico                |
| Peter Faber                   | Capitán(OF-2) Arie Dirk Bestebreurtje, Ejército Neerlandés  |
| Christopher Good              | Mayor Carlyle, Ejército Británico                           |
| Frank Grimes                  | Mayor Fuller (Brian Urquhart), Ejército Británico           |
| Michael Byrne                 | Teniente coronel Giles Vandeleur, Ejército Británico        |
| Jeremy Kemp                   | Oficial de Inteligencia, RAF, Ejército Británico            |
| Nicholas Campbell             | Capitán Glass, Ejército Canadiense                          |
| Paul Copley                   | Soldado Wicks, Ejército Británico                           |
| Donald Douglas                | Brigadier Gerald Lathbury, Ejército Británico               |
| Keith Drinkel                 | Teniente Cornish, Ejército Británico                        |
| Colin Farrell (o Col Farrell) | Cabo asistente Hancock, Ejército Británico                  |
| Richard Kane                  | Coronel Weaver, Ejército Británico                          |
| Paul Maxwell                  | General de división Maxwell Taylor, Ejército Estados Unidos |
| Stephen Moore                 | Mayor Robert Steele, Ejército Británico                     |
| Donald Pickering              | Teniente coronel Mackenzie, Ejército Británico              |
| Gerald Sim                    | Coronel Sims, Ejército Británico                            |
| John Stride                   | Mayor del Reales Guardias Granaderos                        |
| Alun Armstrong                | Sanitario Davies, Ejército Británico                        |
| David Auker                   | 'Taffy' Brace                                               |
| Michael Bangerter             | Coronel del Estado Mayor Británico, Ejército Británico      |
| Michael Graham Cox            | Capitán Cleminson, Ejército Británico                       |
| Garrick Hagon                 | Teniente Rafferty, Ejército Británico                       |
| Ben Cross                     | Soldado Binns, Ejército Británico                           |
| John Ratzenberger             | Teniente Ejército Estados Unidos                            |

### Actores (Alemanes)
| Actor             | Personaje                                                                                           |
| ----------------- | --------------------------------------------------------------------------------------------------- |
| Hardy Krüger      | SS-Brigadeführer Karl Ludwig (Heinz Harmel no autorizó que su nombre se mencionara en la película). |
| Maximilian Schell | SS-Obergruppenführer Wilhelm Bittrich                                                               |
| Wolfgang Preiss   | Generalfeldmarschall Gerd von Rundstedt                                                             |
| Walter Kohut      | Generalfeldmarschall Walter Model                                                                   |
| Hartmut Becker    | Centinela alemán                                                                                    |
| Hans von Borsody  | General Günther Blumentritt                                                                         |
| Lex van Delden    | SS-Oberscharführer Matthias                                                                         |
| Fred Williams     | SS-Hauptsturmführer Gräbner                                                                         |

### Actores (Neerlandeses)
| Actor               | Papel                            |
| ------------------- | -------------------------------- |
| Laurence Olivier    | Dr. Jan Spaander                 |
| Liv Ullmann         | Kate ter Horst                   |
| Mary Smithuysen     | Anciana holandesa                |
| Siem Vroom          | Jefe de la resistencia holandesa |
| Erik van 't Wout    | Hijo del jefe de la resistencia  |
| Marlies van Alcmaer | Mujer del jefe de la resistencia |
| Hans Croiset        | Hijo de la anciana holandesa     |
| Josephine Peeper    | Camarera del café                |
| Erik Chitty         | Organista                        |

## Aciertos y desaciertos históricos
Nunca se pretendió que la película fuese un calco exacto del libro y por ello los realizadores se tomaron ciertas libertades. Intentaron ser lo más fieles posible, presentando uno de los retratos más reales de una de las batallas de la Segunda Guerra Mundial. 
- Durante la conversación entre Walter Model y Gerd von Rundstedt, donde estos discuten la posibilidad de mover el II Cuerpo Panzer de la SS a Arnhem, se puede ver la marca que distingue esa unidad y que en ella está mal escrito «II SS Panzer Div».
- El policía militar alemán viste la gorguera correcta que debían llevar durante su servicio.
- La frase «semejante poder a mi disposición», atribuida al general Bittrich cuando observa el masivo movimiento de aviones de los aliados, fue pronunciada por el paracaidista alemán General Kurt Student.
- En el bando alemán, no hubo un «General Ludwig». Es una composición de los generales Walter Harzer y Heinz Harmel de la 9.ª División Panzer de la SS Hohenstaufen y la 10.ª División Panzer Frundsberg. En la reunión entre «Ludwig» y Bittrich, justo después de los primeros aterrizajes británicos, Bittrich comenta que irá a Arnhem y que Ludwig debería ir a Nimega. En realidad, a la 9.ª SS de Harzer se le ordenó ir a Arnhem y a la 10.ª SS de Harmel, a Nimega.
- Los blindados británicos están bien pintados con la correcta insignia de división que le correspondía a la División de Guardias Armados. Por otro lado, los M4 Sherman van equipados con un cañón de 76 mm, aunque estos no empezaron a utilizarse hasta después de 1944.
- Los antitanque empleados por los alemanes contra el avance del XXX Cuerpo son PAK 40 de 75 mm, como los que se usaron en la batalla.
- Durante la operación de limpieza de la carretera, un bulldozer de los Guardias Británicos empuja un M24 Chaffee inutilizado fuera de la carretera. Los Aliados no usaron esos tanques en dicha época y solo emplearon un pequeño número de unidades estadounidenses en la batalla de las Ardenas.
- Raro para una película de este género, muchos actores que interpretan a soldados de la Waffen SS llevaban el uniforme y las insignias correctas.
- Los vehículos de la 9.ª SS Aufklärungs Abt. llevan la insignia correcta de la División "Hohenstaufen" y el indicativo táctico de esta unidad.
- En el bando estadounidense, no existió ningún «coronel Robert Stout» de la 101.ª División Aerotransportada. El personaje se basa en el coronel Robert Sink, comandante del  506.º Regimiento de Infantería Paracaidista, cuyas tropas estuvieron a punto de tomar el puente sobre el río Son, antes de que este fuese volado. Sink fue interpretado por Dale Dye en la miniserie de televisión Hermanos de Sangre.
- En algunas escenas de Nimega, la iglesia de San Esteban no aparece en parte destruida, cuando lo fue en los bombardeos estadounidenses del 22 de febrero de 1944.
- La escena en que el paracaidista británico muere al transportar una urna de suministros llena de gorras rojas, no es del todo correcta. El paracaidista sobrevivió.
- El médico 'Jan Spaander' interpretado por Lawrence Olivier es un personaje ficticio.
- Los planeadores aliados que se usan en el salto son los mismos que los usados en su momento.

## Producción
Attenborough contó para el rodaje de la película con el presupuesto más alto destinado hasta entonces a un filme bélico. Con él también pudo reunir para su producción a actores de primera categoría, típico de las producciones de este género, entre las que estaban Robert Redford, Sean Connery, Gene Hackman, Michael Caine y James Caan.
Rodó la película en Holanda, encargándose de estar lo más cerca posible de los lugares más próximos a aquellos en donde se produjeron las batallas. Fue el ejército holandés quien suministró las tropas y el material de vehículos pesados después de que diesen el visto bueno al proyecto. Los restantes vehículos militares tuvieron su punto de distribución en una compañía inglesa ubicada en Cornwall. Además, un grupo formado por cuatro aviones de entrenamiento T-6 Texan de procedencia holandesa fueron modificados para tener la apariencia de aviones militares de esa época, como los Hawker Typhoon británicos, P-47D Thunderbolt estadounidenses y los Fw 190 alemanes.
Richard Attenborough reclutó a John Addison para dirigir la banda sonora original de esta producción cinematográfica, ya que, como había participado en la Operación Market Garden como soldado del XXX Cuerpo Británico, él sentía una motivación especial en colaborar en su realización.

## Recepción
La película, con los años, ha entrado en la historia como una de las más grandes películas bélicas que jamás han sido rodadas. Además fue ganadora de tres Premios BAFTA a la mejor fotografía, a la mejor banda de sonido y al mejor actor de reparto.